# محمدو سیسوکو
محمدو سیسوکو (انگلیسی: Mohamadou Sissoko؛ زادهٔ ۸ اوت ۱۹۸۸) بازیکن فوتبال اهل فرانسه است.
از باشگاه‌هایی که در آن بازی کرده‌است می‌توان به باشگاه فوتبال کیلمارنوک، باشگاه فوتبال گیرسون اسپور، باشگاه فوتبال اوپن، باشگاه فوتبال اودینزه، و باشگاه فوتبال ویرا اشاره کرد.
وی همچنین در تیم ملی فوتبال زیر ۲۰ سال فرانسه بازی کرده‌است.